# Oribatula obsessa
Oribatula obsessa är en kvalsterart som beskrevs av Subías 2004. Oribatula obsessa ingår i släktet Oribatula och familjen Oribatulidae. Inga underarter finns listade i Catalogue of Life.